# غيمري
غيمري (بالروسية: Гимры) ()، (بالأوارية: Генуб)، هي قرية في جمهورية داغستان في روسيا. وهي وطن الإمام شامل والإمام غازي محمد.
وفقا لشهادة بعض المؤرخين عاش أول سكان على أراضي غيمري منذ 400 سنة تقريبا، ويكتب عن ذلك المؤرخ، ومؤلف كتاب "غيمري. "شهود التاريخ" محمد نبي إبراهيموف أحمدوفيتش.
يعتقد البروفيسور رسول محمد زهيروف أن غيمري كانت عاصمة لدولة «خُمراج» القديمة، المسمى بــ«دولة السرير»، ولكن في وقت لاحق أثبت مؤرخ تيمور آيتبيروف أن غيمري لم تكن عاصمة لدولة «خُمْرَاجْ»، والتي كانت عاصمة لها هي قرية خونزاخ الأوارية. وفي هذا الصدد، لم يدرس المؤرخون تاريخ هذه القرية على نطاق واسع، وعام تأسيسها لا يزال مجهولا إلى يومنا هذا.

## التسمية
الاسم الحقيقي للقرية «كِنُبْ» بالأوارية لغة سكانها الأصليين، أما «غيمري» فتسمية روسية. وتذكر «غيمري» في بعض المصادر بأسماء مختلفة: «غيمري»، «كينوب»، «كيمراه»، «كمثرا»..

## تاريخ
أدت قرية غيمري دورا هاما في تاريخ شعوب داغستان والقوقاز وروسيا. هنا ولد اثنين من أئمة داغستان - الملا محمد غازي الذي دعا الداغستانيين إلى الجهاد المقدس مطالبا الحرية والاستقلال عن روسيا، والإمام شامل الذي خاض المعارك مع الروس قرابة أربعين سنة. وكانت غيمري أول عاصمة لدولة «إمامات» – قبل دَرْغُو - التي أسسها الشيخ شامل.
في حين كان الدين على وشك الاندثار في هذه القرية المباركة ولد رجل عظيم على الإطلاق، بطل وعالم كبير - أول إمام عادل في داغستان غازي محمد الغيمراوي الذي أسس وترأس حركةَ التحريريةِ الجبليين.
كان غازي محمد هو السبب بعد الله عز وجل في انتشار الإسلام بالقفقاز، إذ أنه حارب أهل البدع والأهواء والعادات التي لا تليق بالشخصية المسلمة. وله رسالة مشهورة المسمى بــ«باهر البرهان لارتداد عرفاء داغستان»
في الحرب القوقازية التي استمرت من عام 1817 إلى 1864، دافع هذا المعقل الجبلي المنيع (أي غيمري) عن حياة جبليين داغستانيين برئاسة إمام داغستان الأول غازي محمد الغيمراوي. وأخذت هذه القرية في السابعة عشر من أكتوبر عام 1832 مفرزةُ الروسية التي شكلت من عشرة آلاف جندي تحت قيادة الجنرال ج. روزن.
بعد اعتداء عنيف اندلع الروس إلى غيمري. وفي ذلك الحين لجأ غازي محمد بمعية خمسة عشر مريد إلى برج الحِراسة في غيمري. وحاولوا من هناك أن يقتحموا إلى الجبال. وخلال الحرب قُتل جميعُهم بما في ذلك الإمام غازي محمد. ولكن تمكن الشيخ شامل من الفرار. وخسرت روسيا خلال هذا الاعتداء 480 شخصا.
بسقوط غيمري وفقدان غازي محمد تنتهي المرحلة الأولى من الجهاد في شمال القوقاز. وبدأ تفاقُم القتال الجديدة في غيمري بعد وصول الشيخ شامل الغيمراوي إلى السلطة في داغستان والشيشان.
إن الإمام شامل لم ينشر الإسلام ولم يمكنه في قلوب الناس فحسب، بل أسس دولة إسلامية في داغستان والشيشان التي أصبحت تتحاكم إلى الشريعة الإسلامية، وكانت عاصمتها في مدينة دَرُغو الشيشانية.
إن الشيخ شامل الغيمراوي أسد قد اشتهر في العالم، أحبه كل الناس ولكنهم أنكروا عليه استسلامه للروس بعد 35 سنة من القتال. وعدُّوا فعله هذا غير مستقيم، مما جعل النقطة السوداء في تاريخه. لكن من العدل أن لا ننسى ما فعله هذا المجاهد الكبير من نشر الإسلام وتكوينه الدولة الإسلامية في داغستان والشيشان وببراعته (طبعا بفضل الله أولا) وصل الإسلام إلى أقطار القوقاز.
الروح التاريخي الإسلامي لهذه القرية المباركة يستصحبنا إلى ذكريات هؤلاء القادة المشهورين. هنا في غيمري يشعر قدَّاسة المكان وذكريات عن أحداثٍ عظيمةٍ قد سلفت. وربما لهذا وذاك يسمون سكان هذا المكان بأطهر المؤمنين قلوبا ليس فقط في روسيا بل في داغستان التي فيها الإسلام أكثرُ انتشارا. يعيشون الغيمراويون تحت قوانين الإسلام دون غيره ويدلنا على هذا ضيافتهم، سلوكهم، لباسهم الشرعية وغيرِ ذلك من عاداتهم وتقاليدهم.
واليوم غيمري ليست فقط تاريخ الأجداد وذكريات الماضي، بل هو مكان استراتيجي هام في داغستان. لأنه يقع في غيمري نفق السيارات بطول 5 كم الذي يربط عاصمة داغستان بالمناطق الجبيلية. كما توجد فيها محطة الكهرومائية «إرغانايسكايا» التي تزود ليست فقط أقاليم الروسية بل أذربيجان وإيران بالطاقة الكهروبائية.

## غيمري اليوم
وفي السنوات الأخيرة أصبحت غيمري ملفت أنظار الحكومة الروسية، إذ بدأ الشباب المسلم بالدعوة إلى الله بعد أن رجعوا من البلدان العربية والإسلامية كسوريا ومصر والسعودية، حاملين في الصدور الميراث النبوي.
وفي عام 2007 كانت غيمري محاصرة من قبل القوات المسلحة الروسية أكثر من سبعة أشهر.

وفي 10 من يناير عام 2012 م دخلت القوات المسلحة الروسية قرية غيمري وحاصروها وأعلنوا فيها «عملية مكافحة الإرهاب». تم نقل كمية كبيرة من المعدات العسكرية الثقيلة وعدد كبير من العسكريين إلى القرية. وفرض حظر التجول من الساعة 8 مساء إلى 7 صباحا، ومنع الخروج من القرية. القوات المسلحة الروسية قسمت القرية إلى قطاعات عدة، وأجروا البحث والتفتيش في المنازل.

خلال عملية عسكرية صعبة بالنسبة للقرويين عاثت القوات الروسية فسادا في القرية، وعذبوا كثيرا من الشباب. وفي 13 من يناير 2012 بعد صلاة الجمعة حصل شجار بين قوات الأمن وشباب غيمراويين في وسط القرية، والذي تحول إلى إطلاق النار من قبل قوات الأمن الروسية.

## المواقع الأثرية والسياحية
- برج غيمري - مكان استشهاد إمام داغستان الأول غازي محمد الغيمراوي
- نصب تذكاري لأئمة داغستان والشيشان ومريديهم في وسط القرية
- الحمامات الصيفية والمصلى التاريخي للرجال، الذي بني بأمر من أستاذ طريقة النقشبندية عبد الله حاج الغيمراوي
- مسجد ومدرسة التي درس فيها أئمة داغستان شامل أفندي الغيمراوي وغازي محمد الغيمراوي
- متحف غيمري التاريخي
- المدرسة الإسلامية
- نفق غيمري للسيارات - الأطول في روسيا

## الصور

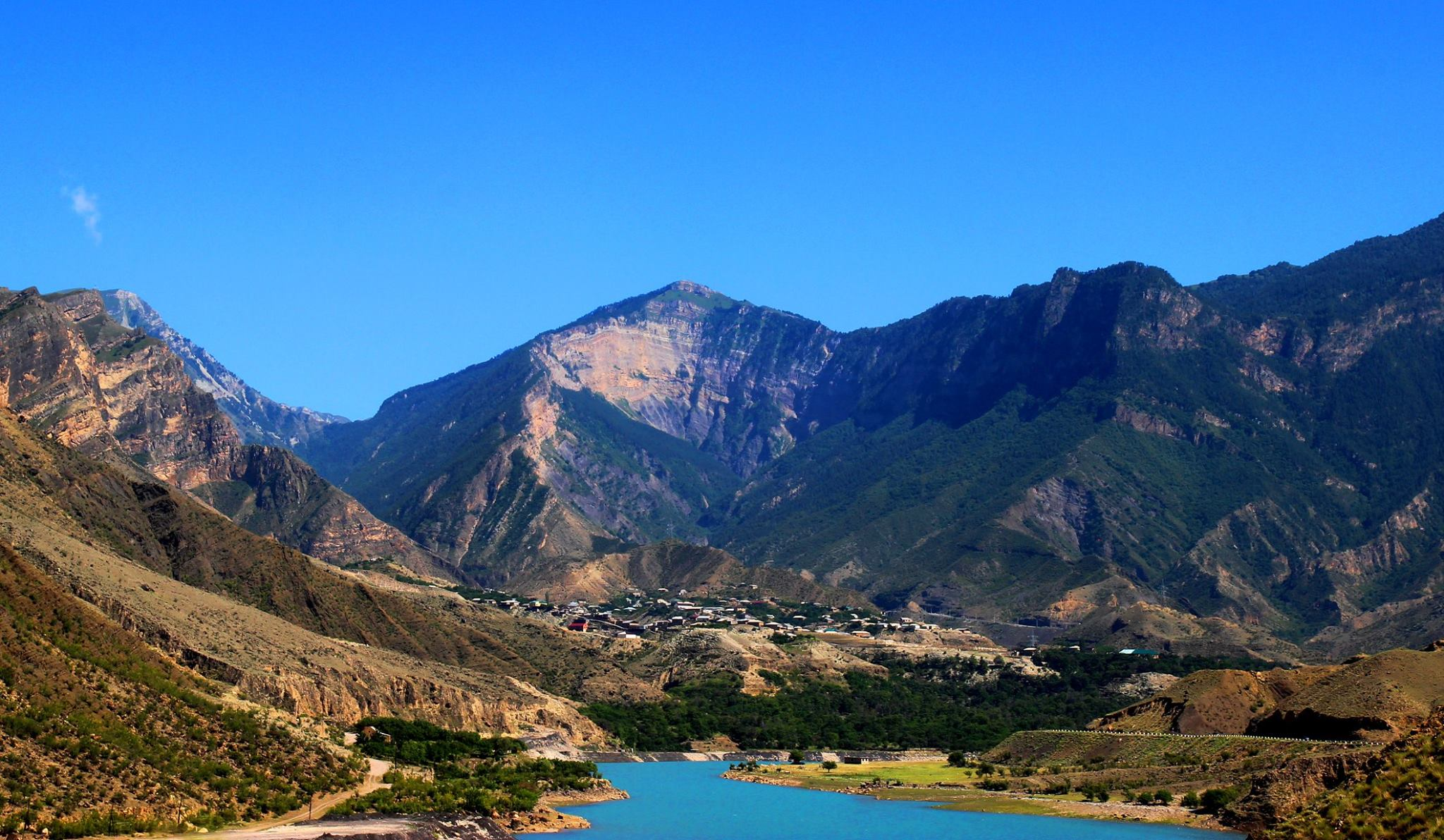
المنظر العام
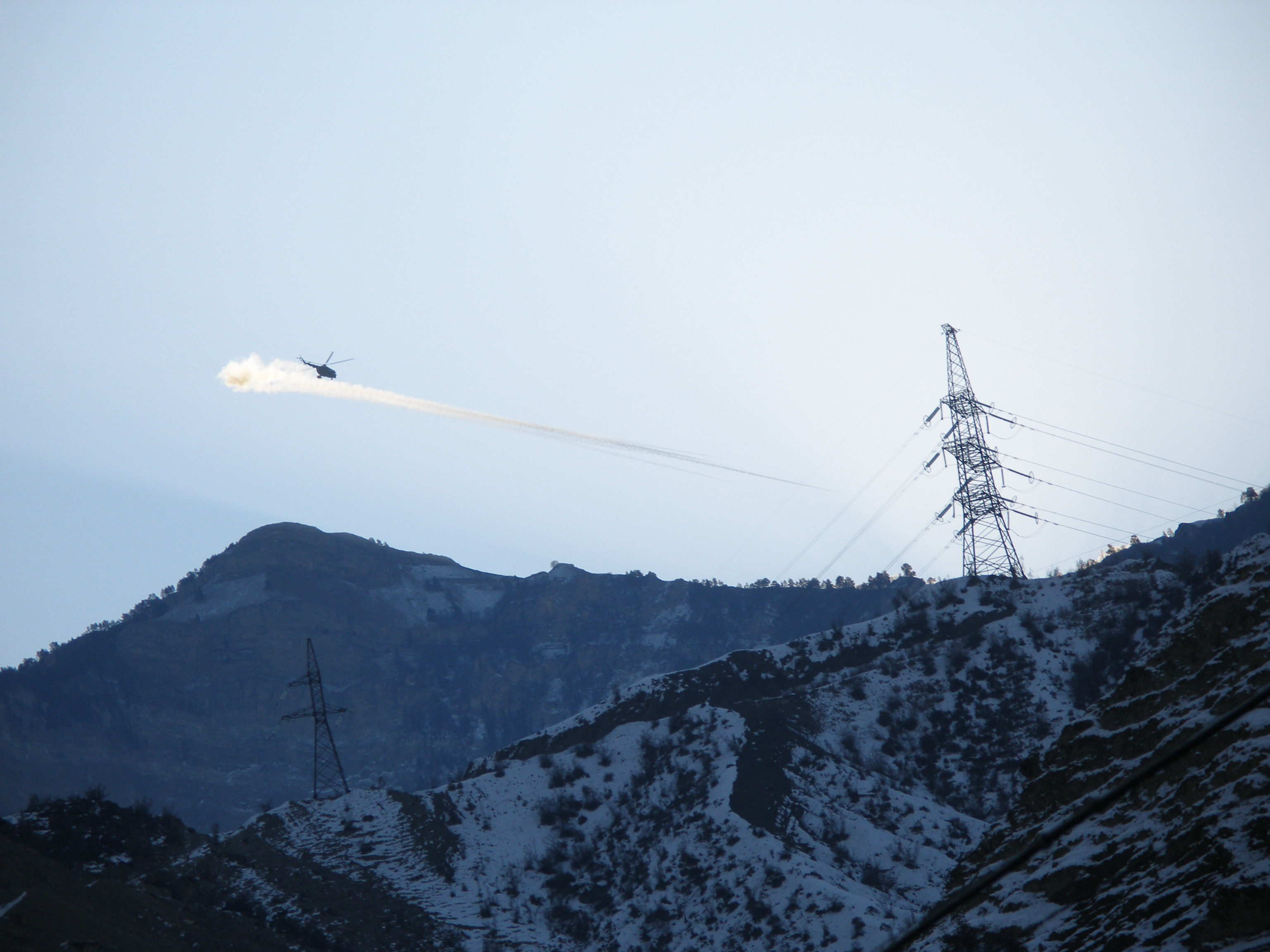
القصف الروسي لضواحي القرية
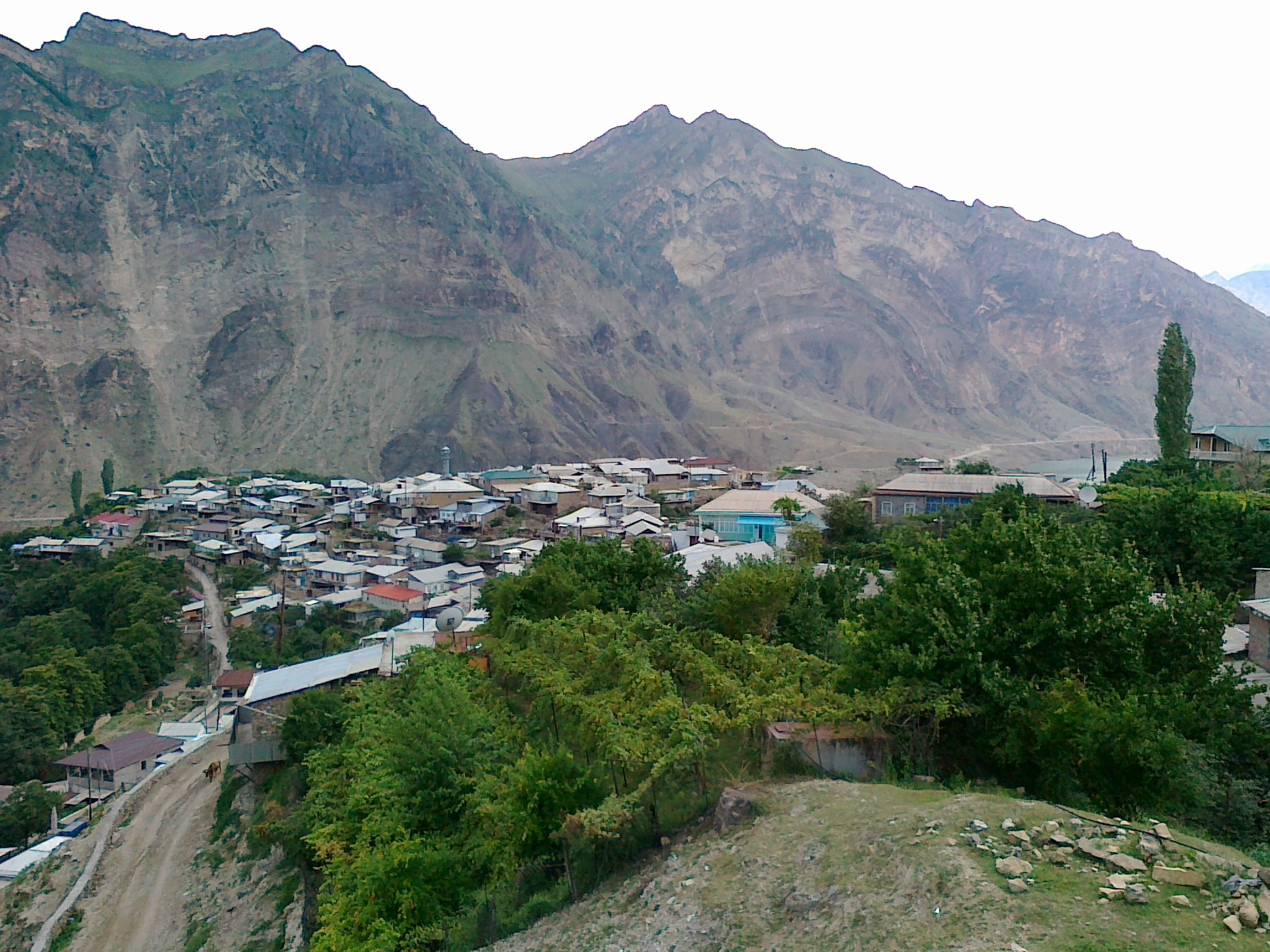
القسم المركزي
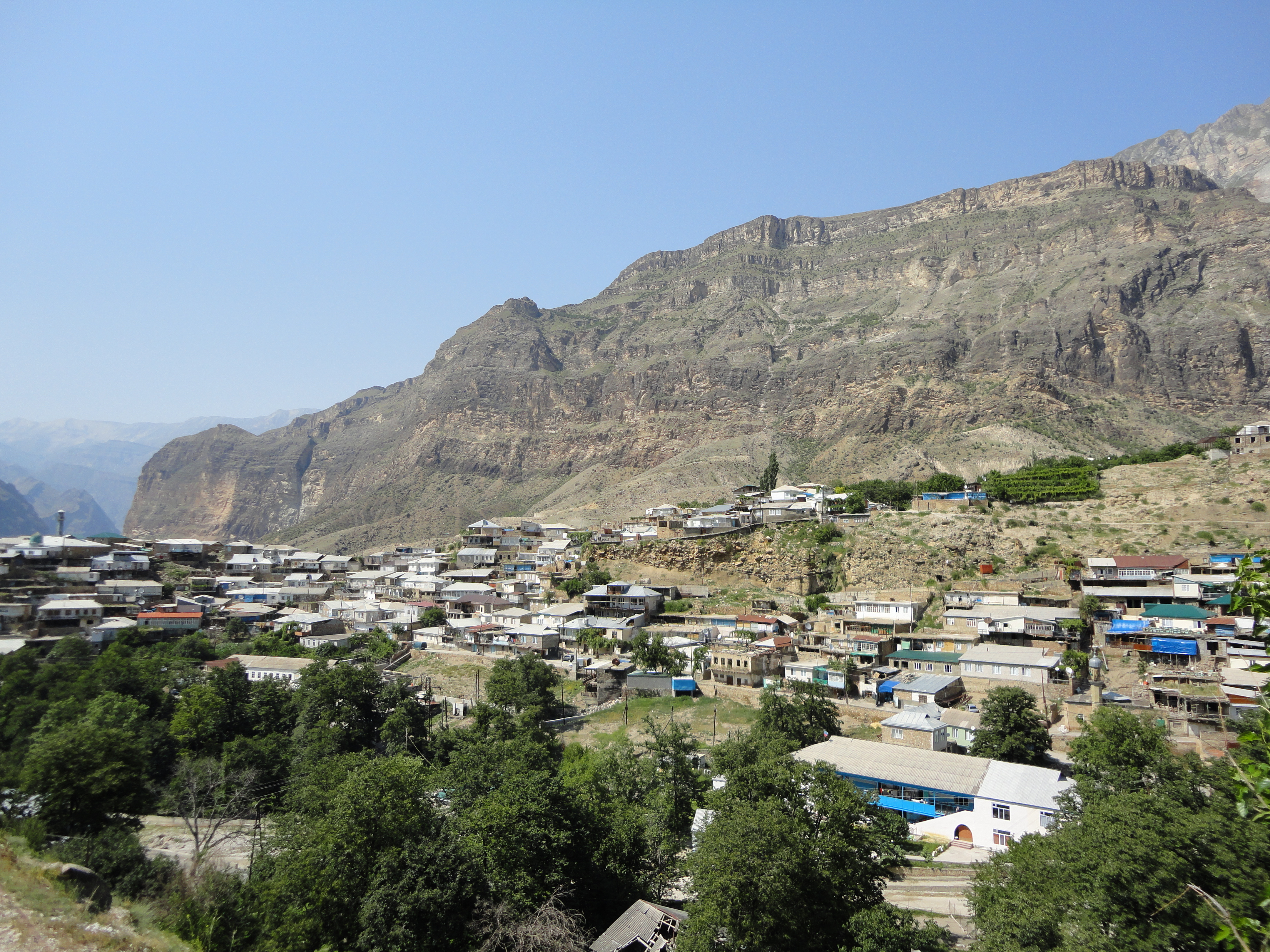
المنظر العام
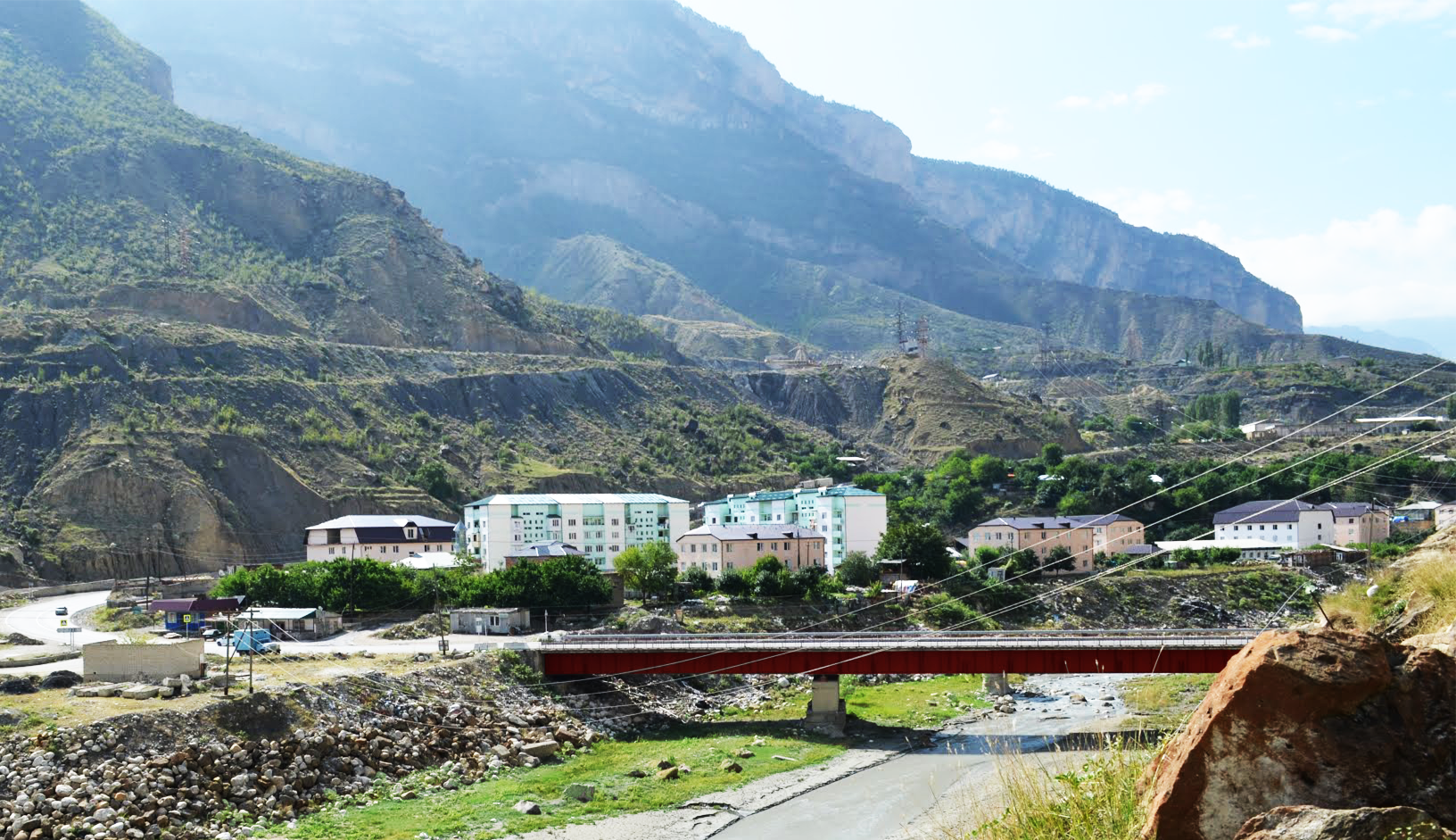
بلدة غيمري